# Triumfetta longicornuta
Triumfetta longicornuta är en malvaväxtart som beskrevs av Hutchinson och M. B. Moss. Triumfetta longicornuta ingår i släktet triumfettor, och familjen malvaväxter. Inga underarter finns listade i Catalogue of Life.